# Kráľová pri Senci
Kráľová pri Senci (węg. Királyfa) – wieś (obec) na Słowacji położona w kraju bratysławskim, w powiecie Senec, ok. 25 km na wschód od Bratysławy.

## Historia

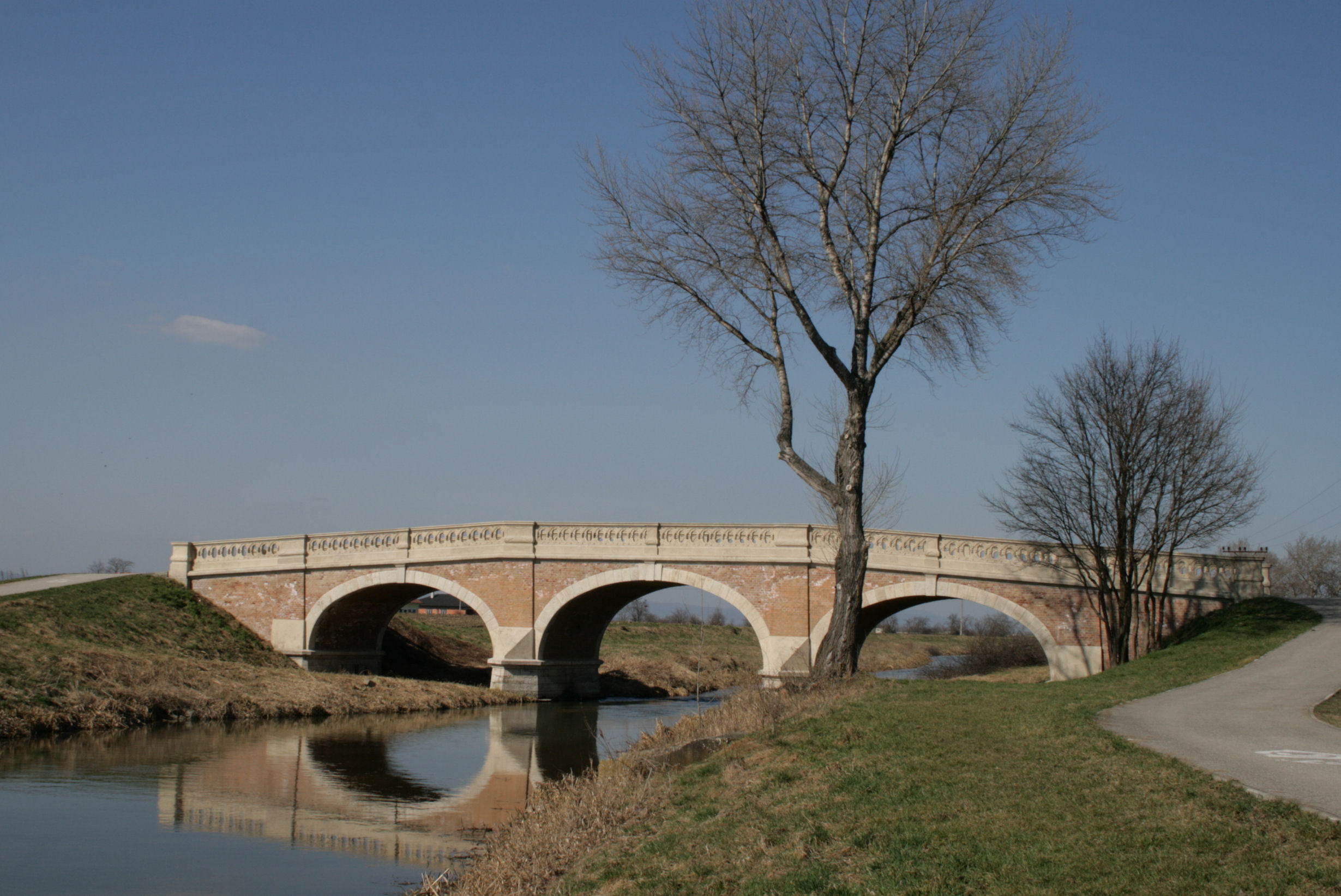
Most w Kráľovej pri Senci

Pierwsza wzmianka o miejscowości pochodzi z 1355 roku, kiedy nosiła ona nazwę Keralkurmusdy. W 1376 nazywała się Kyralíalua, w 1773 Königs-Ahrn, w 1786 Königsaden, w 1808 Králová, w 1920 Kráľová pri Senci, w 1927 Kráľová, a od 1960 nosi obecną nazwę. W obecnej postaci wieś istnieje od 1945, kiedy połączono Kráľovą ze wsią Krmeš. W 1924 wybudowano linię wysokiego napięcia (22 kV) Senec-Bratysława przebiegającą przez miejscowość.
We wsi znajduje się XVIII-wieczny kościół Jana Chrzciciela wpisany w 1963 roku na listę zabytków chronionych Słowacji, muzeum pszczelarstwa oraz barokowo-secesyjny trójprzęsłowy most o długości 42 m wpisany w 1981 roku na listę zabytków chronionych Słowacji, który symbolicznie łączy dwie części wsi.

## Ludność
Według danych z dnia 31 grudnia 2014, wieś zamieszkiwało 1800 osób, w tym 928 kobiet i 872 mężczyzn.
W 2001 roku rozkład populacji względem narodowości i przynależności etnicznej wyglądał następująco:
- Słowacy – 94,12%
- Węgrzy – 3,87%
- Czesi – 0,57%
- Niemcy – 0,43%
- Romowie – 0,07%
- Serbowie – 0,07%
- Ukraińcy – 0,07%
- pozostali/nie podano – 0,79%,

natomiast w 2011 roku przedstawiał się on tak:
- Słowacy – 92,86%
- Węgrzy – 3,91%
- Czesi – 0,62%
- Niemcy – 0,37%
- Morawianie – 0,12%
- Ukraińcy – 0,06%
- Polacy – 0,06%
- Rosjanie – 0,06%
- pozostali – 0,56%
- nie podano – 1,37%

Ze względu na wyznawaną religię struktura mieszkańców kształtowała się w 2001 roku następująco:
- Katolicy rzymscy – 80,14%
- Ateiści – 12,40%
- Luteranie – 3,80%
- Zbory chrześcijańskie – 1%
- Kalwiniści – 0,50%
- Katolicy greccy – 0,22%
- Metodyści – 0,07%
- Zielonoświątkowcy – 0,07%
- nie podano – 1,22%,

natomiast w 2011 roku prezentowała się tak:
- Katolicy rzymscy – 73,23%
- Ateiści – 15,90%
- Luteranie – 3,60%
- Katolicy greccy – 0,80%
- Metodyści – 0,43%
- Zielonoświątkowcy – 0,25%
- Kalwiniści – 0,25%
- Mormoni – 0,25%
- Prawosławni – 0,19%
- Zbory chrześcijańskie – 0,12%
- Adwentyści Dnia Siódmego – 0,06%
- Żydowskie gminy wyznaniowe – 0,06%
- Bahaiści – 0,06%
- pozostali – 0,31%
- nie podano – 4,53%

## Transport
W miejscowości znajduje się kilka przystanków autobusowych na trasie z Senca do wsi Nový Svet oraz z Bratysławy do wsi Veľké Úľany.

## Sport
W miejscowości ma siedzibę klub piłkarski MŠK Kráľová pri Senci.